# Thekla Carola Wied
Thekla Carola Wied am Schauspielhaus Bochum

Link zum Bild

Thekla Carola Wied (* 5. Februar 1944 als Thekla Wiedmann in Breslau) ist eine  deutsche Schauspielerin. Sie wurde 1967 als junge Studentin Hanna in Gustav Ehmcks Filmdrama Spur eines Mädchens als Filmschauspielerin bekannt und spielte ab den 1970er Jahren zahlreiche Hauptrollen in Fernsehserien wie Der Anwalt, Ich heirate eine Familie, Wie gut, daß es Maria gibt oder Auf eigene Gefahr. In ihrer Laufbahn wirkte sie in über 70 Film- und Fernsehproduktionen. Ihr Künstlername setzt sich aus dem Vornamen ihrer Schwester Carola und dem Anfang ihres Nachnamens Wiedmann zusammen.

## Leben
Thekla Carola Wied, Tochter eines Latein- und Religionslehrers, wuchs als mittlere von drei Schwestern nach der Flucht der Familie aus Schlesien in armen Verhältnissen in Berlin und später Ost-Berlin auf. Ihre Vorfahren waren der Schriftsteller Wilhelm Raabe (1831–1910) und der Maler Adolph von Menzel (1815–1905). Sie besuchte das Gymnasium zum Grauen Kloster. Nach ihrem Abitur und einem freiwilligen sozialen Jahr bei der Diakonie in Ost-Berlin und Essen, studierte sie von 1964 bis 1967 Schauspiel an der Folkwang Universität der Künste in Essen.
Von 1966 bis 1986 war Wied mit dem Verleger Horst van Diemen liiert. 1992 heiratete sie den damaligen Oberbürgermeister von Backnang Hannes Rieckhoff, der eine Tochter und zwei Söhne mit in die Ehe brachte. Er war später Manager in der Energiebranche.

## Karriere

### Theater und Lesungen
1966 stand Wied erstmals auf der Bühne mit Theateraufführungen in Essen, wo sie bis 1969 tätig war. 1971 gastierte Wied am Saarländischen Staatstheater in Saarbrücken, 1972/1973 und 1975/1976 spielte sie am Staatstheater Braunschweig sowie 1974/1975 am Staatstheater Wiesbaden. Ihr Repertoire reichte von klassischen Inszenierungen wie das Gretchen in Johann Wolfgang von Goethes Faust I bis hin zu modernen Bühneninszenierungen. In der im August 2009 uraufgeführten Inszenierung von Henrik Ibsens Gesellschaftsdrama John Gabriel Borkman war sie im Ernst-Deutsch-Theater neben Uwe Friedrichsen in der Rolle der Zwillingsschwester Ella Rentheim zu sehen.
Daneben hält sie regelmäßig Rezitationen und Lesungen, u. a. über die Schriftsteller Stefan Zweig und Klabund, dessen Werke von den Nazis verbrannt worden waren.

### Film und Fernsehen
Ihr Filmdebüt gab Wied 1967 als junge Studentin Hanna unter der Regie von Gustav Ehmck in dem Filmdrama Spur eines Mädchens, das ihr das Filmband in Gold als beste weibliche Schauspielerin einbrachte. 2012 war sie nach ihrem Debütfilm im Jahr 1967 das zweite und zugleich letzte Mal unter der Regie von Tina von Traben in dem Kinderfilm Pommes essen auf der Kinoleinwand zu sehen.
Einem breiten Fernsehpublikum wurde sie 1977 an der Seite von Wolfgang Kieling als Fräulein Jeske in der ZDF-Fernsehserie Der Anwalt bekannt. Weitere Bekanntheit erlangte sie ab 1983 als Boutiquenbesitzerin Angelika „Angi“ Graf in der ZDF-Familienserie Ich heirate eine Familie als Mutter von drei Kindern, die einen älteren Mann (dargestellt von Peter Weck) heiratet und ein weiteres Kind bekommt. 1989 war sie als vermögende Geschäftsfrau Thea Waasing in der ZDF-Serie Rivalen der Rennbahn an der Seite von Winfried Glatzeder, der in der Serie ihren Ehemann Georg spielte und mit dem sie bereits 1982 für Peter Beauvais’ Fernsehfilm Der Kunstfehler vor der Kamera stand, zu sehen. 1990/91 erhielt sie vom ZDF mit der Fernsehserie Wie gut, daß es Maria gibt, in der sie die Titelrolle der strenggläubigen Nonne Dr. Schwester Maria Pfeiffer spielte, eine eigene Fernsehserie. Nach mehreren Serienrollen beim ZDF bekam Wied 1993 auch von der ARD mit der Krimiserie Auf eigene Gefahr, in der sie bis 2000 die Rolle der energischen Reporterin Anna Marx verkörperte, ein eigenes Sendeformat. Von 2017 bis 2021 war Wied als mürrische und starrsinnige Ilse Schultze im Rahmen der ZDF-Fernsehreihe Familie Bundschuh neben Andrea Sawatzki, die ihre Filmtochter spielt, in den Verfilmungen von Sawatzkis Romanen rund um Gundula und Gerald Bundschuh in einer der festen Serienrollen zu sehen. Wiederholt übernahm sie Gastrollen in Krimiformaten wie Derrick, Schwarz Rot Gold, Polizeiruf 110 und Tatort.
Neben ihrer Mitwirkung in zahlreichen Fernsehserien und -reihen war sie auch in einer Vielzahl an Fernsehfilmen besetzt, oftmals in der Rolle der Ehefrau, u. a. neben Horst Janson in Dietmar Kleins Liebe, Tod und viele Kalorien (2000), mit Götz George in Gabi Kubachs Liebe ist die halbe Miete, neben Heikko Deutschmann in Bodo Fürneisens Zwei Seiten der Liebe (2002) und an der Seite Friedrich von Thun in Dennis Satins Sommer mit Hausfreund (2005). Unter Thomas Freundner spielte sie 2003 die Rolle der Herta Mannschatz und Ehefrau von Alfred Mannschatz – gespielt von Peter Sodann –, der in dem dokumentarischen Drama Tage des Sturms in Bitterfeld die Stunden vor dem Aufstand vom 17. Juni 1953 erlebt. Für ihre erkrankte Schauspielkollegin  Rosemarie Fendel übernahm sie Mitte November 2011 an der Seite von Tanja Wedhorn die Hauptrolle der Rentnerin Hannah Wellner in Matthias Steurers Tür an Tür, der im Dezember 2013 erstmals ausgestrahlt wurde. In der Fernsehkomödie Ein Drilling kommt selten allein (2012) und deren Fortsetzung Vier Drillinge sind einer zu viel (2014) spielte sie neben Günther Maria Halmer die Hauptrolle der erfolgreichen Frauenmagazin-Chefredakteurin Linda Rosenau. 2022 verkörperte sie in Stefan Bühlings Historiendrama Martha Liebermann – Ein gestohlenes Leben die Titelrolle der Ehefrau des Malers Max Liebermann. Für ihre dortige schauspielerische Leistung erhielt sie den Darstellerpreis des Festival de Télévision de Monte-Carlo. Wied hatte das Projekt initiiert und gab vor der Fernsehausstrahlung an, sich als Schauspielerin zurückziehen zu wollen. Die Rolle der Martha Liebermann sei „ein besonderer Moment“ gewesen. „Ein Stück weit die Krönung für meine Schauspielkarriere, das Tüpfelchen auf dem i“, so Wied.

## Filmografie

### Kino
- 1967: Spur eines Mädchens
- 2012: Pommes essen

### Fernsehen

#### Fernsehfilme (Auswahl)
- 1968: Immer nur Mordgeschichten
- 1975: Stumme Zeugen
- 1976: Taxi 4012
- 1976: Bunbury
- 1977: Wer sah ihn sterben?
- 1980: Kabale und Liebe
- 1981: Amphitryon
- 1981: Collin
- 1982: Flöhe hüten ist leichter
- 1983: Der Kunstfehler
- 1987: Aimée
- 1989: Alte Freundschaften
- 1992: Eine Frau in den allerbesten Jahren
- 1993: Ich klage an
- 1995: Eine Frau will nach oben
- 1995: Rache eines Toten
- 1996: Der Weihnachtsmörder
- 1997: Mord im Kloster (La Quindicesima epistola)
- 1997: Tod im Labor
- 1997: Haus der Vergeltung
- 1998: Mord im Kloster
- 1998: Nur ein toter Mann ist ein guter Mann
- 2000: Liebe, Tod und viele Kalorien
- 2001: Traumfrau mit Verspätung
- 2002: Liebe ist die halbe Miete
- 2002: Zwei Seiten der Liebe
- 2003: Das Glück ihres Lebens
- 2003: Mann gesucht, Liebe gefunden
- 2003: Tage des Sturms
- 2004: Liebe auf Bewährung
- 2004: Die Versuchung
- 2005: Meine große Liebe
- 2005: Sommer mit Hausfreund
- 2006: Die Liebe kommt selten allein
- 2006: Herzdamen
- 2006: Meine Tochter, mein Leben
- 2006: Sie ist meine Mutter
- 2007: Die Gipfelstürmerin
- 2008: Mein Traum von Venedig
- 2008: 1:0 für das Glück
- 2009: Schuldig
- 2010: Den Tagen mehr Leben!
- 2012: Ein Drilling kommt selten allein

- 2013: Tür an Tür

- 2013: Nicht ohne meinen Enkel
- 2013: Herzdamen an der Elbe
- 2013: Tür an Tür
- 2014: Vier Drillinge sind einer zu viel
- 2014: Sein gutes Recht
- 2017: Was ich von dir weiß
- 2020: Zum Glück gibt’s Schreiner
- 2022: Martha Liebermann – Ein gestohlenes Leben

#### Fernsehserien und -reihen (Auswahl)
- 1969: Die Lederstrumpferzählungen (Folge Der Wildtöter)
- 1977: Notarztwagen 7 (Folge 7 Letzter Aufruf für Dr. Reimann)
- 1977–1978: Der Anwalt (26 Folgen)
- 1978–1995: Der Alte (10 Folgen)
- 1980: Jan vom goldenen Stern (3 Folgen)
- 1983: Derrick (Folge Geheimnisse einer Nacht)
- 1983: Gestern bei Müllers (Folge Momentaufnahme einer Familie)
- 1983–1986: Ich heirate eine Familie (14 Folgen)
- 1984: Ein Fall für zwei (Folge 29: Morgengrauen)
- 1985: Schwarz Rot Gold (Folge Nicht schießen!)
- 1986: Alles was Recht ist (TV-Serie)
- 1987: Der Alte (Folge Mord ist Mord)
- 1989: Rivalen der Rennbahn (4 Folgen)
- 1990–1991: Wie gut, dass es Maria gibt (27 Folgen)
- 1992: Derrick  (Folge Die Frau des Mörders)
- 1993–2000: Auf eigene Gefahr (39 Folgen)
- 2000: Polizeiruf 110: Blutiges Eis
- 2009: SOKO Wismar (Folge Schlechte Zeiten für Vampire)
- 2009: Tatort: Falsches Leben
- 2017–2021: Familie Bundschuh (5 Folgen)
  - 2017: Von Erholung war nie die Rede
  - 2018: Ihr seid natürlich eingeladen
  - 2019: Wir machen Abitur
  - 2020: Familie Bundschuh im Weihnachtschaos
  - 2021: Familie Bundschuh – Woanders ist es auch nicht ruhiger

## Auszeichnungen
- 1968: Filmband in Gold für ihre darstellerische Leistung in dem Film Spur eines Mädchens
- 1983 und 1985: Goldene Kamera
- 1984 und 1990: Bambi
- 1986: Goldene Kamera für Thekla Carola Wied und Peter Weck als Bestes Schauspielerpaar
- 1991: Romy als Beliebteste Schauspielerin
- 1994: Bayerischer Fernsehpreis für den Film Ich klage an
- 1994: Küchenfrau des Jahres, gekürt vom Fachverband Musterhaus Küchen
- 2022: Darstellerpreis des Festival de Télévision de Monte-Carlo für den Fernsehfilm Martha Liebermann – Ein gestohlenes Leben
- 2023: Deutscher Schauspielpreis für das Lebenswerk[6]